# Baia Sprie
Baia Sprie (pronunciació en romanès: [Ajabaja ˈspri.e] (en hongarès: Felsőbánya, en alemany: Mittelstadt) és una ciutat del comtat de Maramureș, al nord de Romania. Baia Sprie es troba a una distància de 9 km de Baia Mare.
La ciutat administra tres pobles: Chiuzbaia (Kisbánya), Satu Nou de Sus (Felsőújfalu) i Tăuții de Sus (Giródtótfalu). Les comunitats veïnes són la ciutat de Baia Mare i els pobles de Groși, Dumbrăvița, Șisești i Desești.
La ciutat va ser un dels centres miners més importants del nord-oest de Romania, l'explotació d'or i plata esmentada en documents escrits a l'edat mitjana, durant l'època en què els saxons van colonitzar la regió. No obstant això, els recents canvis administratius i la reestructuració de la indústria minera romanesa van frenar aquesta activitat gairebé completament.

## Història
El primer esment escrit de l'assentament es remunta al 1329 com a "Civitas in medio monte", el 1406 com a "civitas Medii Montis ", el 1390, 1452, 1455 com a "civitas Felsevbanya" i, des del 1523, com a Felsőbánya. L'antic nom romanès de la ciutat era Baia de Sus, que significa "Mina superior", igual que en hongarès.
La ciutat es trobava al comtat de Szatmár, al Regne d'Hongria. El rei Sigismund, emperador del Sacre Imperi Romanogermànic, com a part del tractat amb el governant serbi Despot Stefan Lazarević, li va regalar Baia Sprie el 1411, fins a la mort de Lazarević el 1427. Un any després, el successor de Lazarević, Despotus Đurađ Branković de Sèrbia, es va convertir en senyor de Baia Sprie. El 1567, Baia Sprie va ser annexionada per János Zsigmond, príncep de Transsilvània. El 1605–1606, 1621–1629 i 1645–1648, la ciutat i el comtat formaven part del Principat de Transsilvània.
El cens de 1850, realitzat en alemany, va registrar 5.427 habitants, que representaven 1.336 famílies que vivien en 993 cases. Pel que fa a les nacionalitats existents en aquell moment, els hongaresos eren 3.800, els romanesos 1.093, els alemanys 333, els eslovacs 140 i els gitanos 40. Al cens de 1910 es parlaven les llengües següents al municipi: llengua hongaresa 93,8%, llengua romanesa 5,2% i altres 1,0%. En el mateix cens, hi havia representades les religions següents: catòlica romana 52,1%, grec catòlica 28,1%, calvinista 13,3%, judaisme 6,1% i altres el 0,5%.
Després del col·lapse d'Àustria-Hongria al final de la Primera Guerra Mundial i la declaració de la Unió de Transsilvània amb Romania, l'exèrcit romanès va prendre el control de la zona la primavera de 1919, durant la guerra hongarès-romanesa. La ciutat va passar oficialment a formar part del Regne de Romania el juny de 1920 sota els termes del tractat de Trianon que va cedir el territori d'Hongria. L'agost de 1940, el Segon Laude de Viena, arbitrat per Alemanya i Itàlia, va reassignar el territori del nord de Transsilvània (que incloïa Baia Sprie) de Romania a Hongria. Cap al final de la Segona Guerra Mundial, però, les tropes romaneses i soviètiques van retirar la ciutat de les tropes hongareses i alemanyes l'octubre de 1944. El municipi pertanyia alternativament a la regió de Baia Mare (el 1950-1960), la regió de Maramureș (1960-1968) i, a partir del 1968, el comtat de Maramureș.

## Població
Segons el cens del 2011, el 77,9% dels 15.476 habitants eren romanesos, el 17,3% hongaresos i el 4,2% gitanos. Els principals grups religiosos del 2002 eren 11.344 ortodoxos romanesos, 2.739 catòlics romans, 886 calvinistes i 636 grecs catòlics.